# بنغاس جزيرة صباح
بنغاس جزيرة صباح (الاسم العلمي:Pangasius sabahensis ) هو نوع من الأسماك يتبع جنس البنغاس من فصيلة سلور القرش.